# Цетнер, Доминик
Граф Доминик Цетнер (ум. 1804) — государственный деятель Речи Посполитой, староста стоцкий. Подписывался как «пан на Гусятине, Свирже, Княгиничах».

## Биография
Представитель польского шляхетского рода Цетнеров герба «Пржерова». Сын старосты щуровицкого Станислава Цетнера.
Депутат Коронного трибунала в 1760—1761 годах, работал на благо и пользу общества, за что был вознаграждён королём (его имение Свиржа после пожара была освобождена от уплаты налогов на три года).
На сеймиках в Галицкой земле Доминик Цетнер прислуживал главе придворной (саксонской) партии Ежи Мнишеку. Вероятно, для защиты своих сторонников дал согласие на своё избрание в каптуровый суд 30 января 1764 года (период бескоролевья).
Доминик Цетнер вместе с пятью Потоцкими издал манифест против конвокации 28 июля 1764 года и вошел в звании консуляра в состав оппозиционной Галицкой конфедерации. Находясь преимущественно во Львове, не принадлежал явно к Барской конфедерации, но не мог простить новому королю Станиславу Августу Понятовскому победы над саксонской партией. Чувствовал себя в австрийском Львове (после 1772 года) хуже, чем в Варшаве, говорил, что «монарху ближе всевозможный хлам, чем достойная шляхта».
В 1775 году Доминик Цетнер был награждён Орденом Святого Станислава, в 1780 году от императора Священной Римской империи Иосифа II получил наследственный титул графа.